# Hypenagonia emma
Hypenagonia emma là một loài bướm đêm trong họ Erebidae.